# تووروویتسه
تووروویتسه (به چکی: Tvorovice) یک منطقهٔ مسکونی در جمهوری چک است که در شهرستان پروستییوف واقع شده‌است. تووروویتسه ۳٫۷۱ کیلومتر مربع مساحت و ۳۳۷ نفر جمعیت دارد و ۲۳۲ متر بالاتر از سطح دریا واقع شده‌است.